# Szachy dla niewidomych

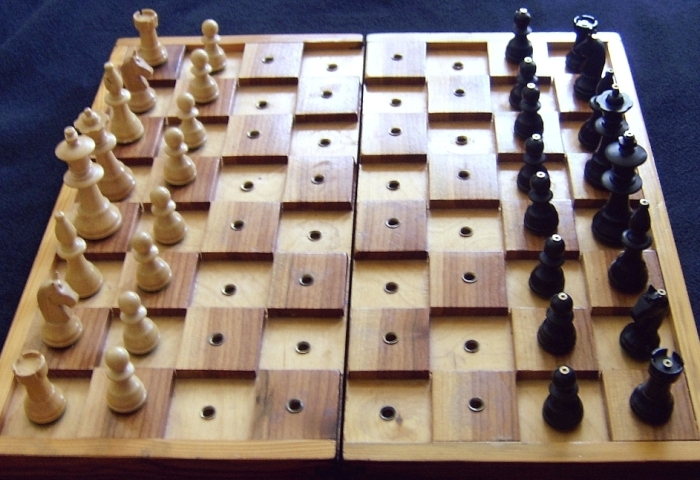
Szachownica brajlowska

Szachy dla niewidomych – odmiana szachów, gdy jeden z zawodników jest niewidomy.
Rozgrywki niewidomych szachistów różnią się od tradycyjnych szachowych rozgrywek następującymi elementami:
- Zawodnicy rozgrywają partie szachowe na  specjalnej szachownicy brajlowskiej, która różni się ona od tradycyjnej tym, że w polach wywiercone są niewielkie otwory tak, aby mogły się w nich mocno trzymać bierki szachowe i nie przewracać przy dotknięciu.
- Dopiero wyciągnięcie bierek szachowych  z otworu (w szachach tradycyjnych obowiązuje reguła "dotknięta idzie") oznacza, że zawodnik musi wykonać nią ruch
- Poza tym wszystkie czarne pola na szachownicy położone są o kilka milimetrów wyżej od białych.
- Dla odróżnienia bierek szachowych białych od czarnych, te ostatnie mają bardziej ostre zakończenia.
- Ponadto zawodnik musi poinformować ustnie przeciwnika o wykonanym ruchu (wykorzystując szachową notację).
- Notacja partii może się odbywać za pomocą alfabetu Braille'a lub za pomocą taśmy magnetofonowej.
- Obowiązują dodatkowe przepisy ustalone w kodeksie szachowym.
- Zawodnik niewidzący może korzystać z pomocy asystenta, który spełnia określone wymagania ustalone w kodeksie szachowym.